# Samoa i olympiska sommarspelen 2000
Samoa deltog i de olympiska sommarspelen 2000 med en trupp bestående av fem deltagare, fyra män och en kvinnor, men ingen av landets deltagare erövrade någon medalj.

## Boxning
Tungvikt
- Pauga Lalau
  - Omgång 1 — Förlorade mot S Ibraguimov (RUS)

## Brottning
Grekisk-romersk stil, herrar 74 kg
- Faafetai Iutana
  - Omgång 1 — Förlorade mot A Michalkiewicz (POL)
  - Omgång 1 — Förlorade mot D Manukyan (UKR)
  - Omgång 1 — Förlorade mot V Makarenko (BLR)

## Cykling

### Landsväg
Damernas linjelopp
- Bianca Jane Netzler
  1. Final — DNF

## Judo
Herrarnas lättvikt (-73 kg)
- Travolta P Waterhouse
  - Omgång 1 — Förlorade mot G Maddaloni (Ita)
  - Omgång 1 — Förlorade mot H Moussa (Tun)